# 全勝
全勝在摩訶婆羅多中是持國的重臣，負責為國王匯報。俱盧大戰前夕，持國希望得到毗耶娑的協助，但又不想自己目睹骨肉相殘的戰況，結果毗耶娑賜予全勝成為開天眼的全知者，讓全勝可以向瞎眼的持國匯報俱盧大戰的戰況。